# Ataka
Ataka ("Attack") är ett bulgariskt nationalistiskt parti grundat 2005. Partiledaren heter Volen Siderov. Det finns olika åsikter om var man ska placera partiet i det politiska spektrumet: enligt de flesta forskare är det extremhöger, enligt andra extrema vänster, eller en syntes av vänster- och högerorienterad. Partiets ledning hävdar att deras parti är "varken vänster eller höger, men bulgariskt".
Partiet innehar tre mandat i Europaparlamentet och var en del av den politiska gruppen Identitet, tradition och självständighet.
De som sitter i Europaparlamentet för Ataka är: Slavtjo Pentjev Binev, Desislav Slavov Tjukolov och Dimităr Kinov Stojanov.
Ataka är kritiska till ett bulgariskt medlemskap i Nato och EU.
De är även kritiska till landets tre stora minoritetsgrupper: romer, judar och turkar. De motsätter sig också USA:s militärbaser i Bulgarien.

## Bakgrund till partiets uppkomst
Ataka bildades inför det bulgariska parlamentsvalet år 2005, genom samgående mellan de tre nationalistiska partierna Nationella rörelsen för fosterlandets befrielse, Unionen av patriotiska styrkor och militärer inom zasjtitareserven samt Bulgariens nationella patriotiska parti. Ataka bildades för att samla de nationalistiska väljarna kring ett alternativ. Partiets ledare Volen Siderov har blivit mycket uppmärksammad och omtyckt av det bulgariska folket och fick i presidentvalet år 2006 22 % av rösterna.
Sedan dess har Ataka förlorat nästan hälften av mandaten på grund av inre strider och utbrytningar. Resten av grupperingen har etablerat sig som ett eget parti med kontakter till högerpopulistiska partier i Europa som Front National i Frankrike, FPÖ i Österrike och det högerextrema Vlaams Belang i Belgien.

## Politik
Partiet är statspatriotiskt och kräver bland annat att den statliga televisionen inte ska få sända på annat språk än bulgariska. Turkarna har för närvarande minst en TV-kanal som är sanktionerad av staten efter påtryckningar av EU.
Under parollen ”Bulgarien åter till bulgarerna” kräver partiet konkreta åtgärder mot befolkningsminskningen av etniska bulgarer, utträde ur NATO samt att alla bulgariska soldater i Irak ska hämtas hem.
Ataka är USA- och Israelkritiskt. Man säger sig vilja ta krafttag mot korruption och maffia men driver även frågor som hälsa, social säkerhet och utbildning.

### Partiprogram
- Bulgarien är ett enhetligt (monolitiskt) land och är ej uppdelningsbart efter trosuppfattning, etnicitet eller kulturell utövning. Ursprung (etnicitet) och tro står ej över nationell (bulgarisk) tillhörighet (statsnationalism dvs). Den som anser sig tillhöra en tro eller kultur snarare (eller i högre utsträckning) än den bulgariska nationen och staten avskiljer sig därmed från denna (framgår ej på vilket sätt, dvs om det gäller indraget medborgarskap e.d) och kan inte ha några pretentioner på densamma.
- Statlig nationell television skall ej få sända på annat språk än bulgariska. Förbud och sanktioner mot partier grundade på etnicitet (läs icke-bulgarisk) samt förbud av separatistorganisationer.
- Folkomröstningar i alla frågor som berör över 10% av befolkningen.
- Konkreta åtgärder mot befolkningsminskningen av etniska bulgarer (ej specificerat vilka åtgärder som kan komma ifråga).
- Bulgarien ut ur NATO. Fullständig neutralitet. Inga utländska militära baser på bulgariskt territorium. (Nuvarande styre har godkänt byggandet av amerikansk militärbas i Bulgarien)
- Alla bulgariska soldater ut ur Irak.
- Se över rådande avtal med EU och revidera delar av avtalet som är ofördelaktigt för den bulgariska nationen.
- Stränga sanktioner mot den som förolämpar den bulgariska nationen.
- Hälsa, social säkerhet, utbildning samt andligt och materiellt välstånd skall av den bulgariska staten prioriteras framför samgående i politiska och militära unioner med andra länder.
- Den bulgariska staten skall vara skyldig att garantera ovanstående för varje bulgarisk medborgare.
- Bulgariska investerare har förtur framför utländska. Banker och inhemsk produktion får endast vara i händerna på bulgarer.
- Den statliga budgeten skall utformas efter medborgarnas behov och önskemål, inte efter den styrande elitens.
- Bulgarisk jordbruksmark får under inga omständigheter säljas till utländska intressen.
- Avsluta Bulgariens beroende av Internationella valutafonden samt Världsbanken.
- Den bulgariska staten skall stödja bulgarisk affärsverksamhet, både statlig och privat, inom och utom landets gränser.
- Genomförande av operation "Rena händer" - att rensa upp bland politiker som berikat sig genom nära samarbete med kriminella organisationer samt genom fiffel med utlandsskulden.
- Minimilön för arbete i nivå med medeleuropeisk standard.
- Klargörande av begreppet "landsförräderi" samt möjlighet att dömas för detta brott.